# Exposition
Expositionen är den del av en berättelse som presenterar nödvändiga upplysningar. Den brukar beröra vad som sker, vem som gör det, var det sker och när det sker. 
I skriven text är expositionen relativt oproblematisk. I film är det däremot nödvändigt att ta omvägar för att få fram liknande information, om bilderna inte kompletteras med textrutor.